# Garanti BBVA
Garanti BBVA (nome legal Türkiye Garanti Bankası A.Ş; anteriormente conhecido como Garanti Bank em inglês) é uma empresa de serviços financeiros sediada na Turquia. 49,85% das participações da Garanti são de propriedade do banco espanhol Banco Bilbao Vizcaya Argentaria (BBVA).

## Visão global

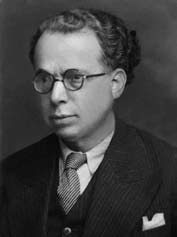
Ahmet Cevat Emre, CEO do Garanti Bank BBVA nos primeiros dias de sua fundação

O Garanti Bank é o segundo maior banco privado da Turquia, com ativos consolidados de US$ 104,1 bilhões em 31 de março de 2013. Com ações negociadas em bolsa na Turquia, no Reino Unido e nos EUA, a Garanti possui um free float real de 50,76% em 31 de março de 2013; As ações da Garanti são negociadas publicamente na Turquia e recibos de depósito no Reino Unido e nos EUA.
A Garanti presta serviços em todas as linhas de negócios, incluindo sistemas de pagamento, varejo, comercial, corporativo, PME, bancos privados e de investimento. Juntamente com suas subsidiárias domésticas e internacionais (Garanti Bank International, Garanti Bank SA, Garanti Bank Moscow), a Garanti oferece serviços também em seguros de pensão e vida, leasing, factoring, corretagem e gestão de ativos.
A Garanti atende 12 milhões de clientes através de 936 agências domésticas, 6 agências estrangeiras em Chipre, uma no Luxemburgo e uma em Malta; 3 escritórios internacionais de representação em Londres, Düsseldorf e Xangai; mais de 3.550 caixas eletrônicos; um premiado call center e plataformas de Internet, banco móvel e social construídas sobre infraestrutura tecnológica.

## Propriedade
As ações do estoque de Garanti Bank são negociadas na Bolsa de Valores de Istambul, LSE e OTCQX. A participação acionária nas ações do banco é mostrada na tabela abaixo:
| Classificação | Nome do proprietário                   | Porcentagem de Propriedade |
| ------------- | -------------------------------------- | -------------------------- |
| 1             | Banco Bilbao Biscaia Argentaria (BBVA) | 49,85                      |
| 3             | Outras                                 | 50,15                      |
|               | Total                                  | 100,00                     |

## Empresas membros
As empresas que compõem o Garanti Bank Group incluem, mas não são limitadas, as seguintes:
- Garanti Bank International NV
- Garanti Bank Moscow
- Garanti Bank Romania
- Garanti Asset Management
- Garanti Securities
- Garanti Pension
- Garanti Leasing
- Garanti Factoring
- Garanti Payment Systems
- Garanti Mortgage
- Garanti Technology